# Mankkaa

Mankkaa (en suédois : Mankans) est un quartier de la ville d'Espoo en Finlande.

## Description
Mankkaa est limitée au nord par la Turunväylä et à l'ouest par le Kehä II à l'ouest.
Ses voisins sont Henttaa, Kilo, Laajalahti, Olari, Pohjois-Tapiola et Sepänkylä.